# Pedro Morales (catch)
Pour l’article homonyme, voir Pedro Morales Flores.
Pour les articles homonymes, voir Morales.
Pedro Antonio Morales (né le 22 octobre 1942 sur l'île de Culebra et mort le 12 février 2019 à Perth Amboy) est un catcheur portoricain. Il est principalement connu pour son travail aux États-Unis à la World Wide Wrestling Federation / World Wrestling Federation (WWWF /WWF) de 1970 à 1975 puis de 1980 à 1987.
Il commence sa carrière de catcheur à l'adolescence en 1959. Il commence à travailler pour la WWWF au début des années 1970 et en devient champion poids lourd de cette fédération. Il retourne dans cette fédération qui s'appelle alors la WWF et y devient champion du monde par équipe avec Bob Backlund et champion intercontinental à deux reprises. Il est alors le premier à avoir la triple couronne c'est-à-dire détenir ces trois titres durant sa carrière.

## Biographie

### Jeunesse
Pedro Morales est originaire de l'île de Culebra où il a près de 85 cousins du côté de sa mère. En 2003, il déclare que plus de la moitié des habitants de Culebra ont un lien de parenté avec lui. Il quitte cette île pour vivre avec sa tante à Brooklyn. Il fait partie de l'équipe de baseball de son lycée et envisage de jouer comme professionnel à Porto Rico avant de s'orienter vers le catch.

### Carrière

#### Débuts (1958-1970)
Pedro Morales commence sa carrière de catcheur en 1958 à New York. À ses débuts, il fait souvent équipe avec Miguel Pérez (en) ou Argentina Apollo avant de quitter New York. Il travaille ensuite au Texas, à Washington et au Connecticut.
En 1965, il arrive à la Worldwide Wrestling Associates (WWA) et y devient le catcheur vedette de cette fédération de Los Angeles. Le 12 mars, il bat The Destroyer dans un match au meilleur des trois tombés et devient champion du monde poids lourd de la WWA. Son règne prend fin après sa défaite face à Luke Graham le 23 juillet puis le récupère le 17 octobre.

### Mort
Le 12 février 2019, Hugo Savinovich (en) annonce sur Facebook la mort de Pedro Morales.

## Palmarès et récompenses
- Cauliflower Alley Club
  - Other honoree (1994)

- Championship Wrestling from Florida
  - 1 fois NWA Florida Tag Team Champion avec Rocky Johnson
  - 1 fois NWA Florida Television Champion
  - 1 fois NWA Southern Heavyweight Champion (Florida version)

- NWA Mid-Pacific Promotions
  - 3 fois NWA Hawaii Tag Team Champion avec Bing Ki Lee (1) et Ed Francis (2)
  - 3 fois NWA North American Heavyweight Champion (Hawaii version)

- NWA San Francisco
  - 1 fois NWA World Tag Team Champion (San Francisco version) avec Pat Patterson

- Pro Wrestling Illustrated
  - PWI Wrestler of the Year (1972)
  - Classé 111e des 500 meilleurs catcheurs au PWI Years en 2003

- World Wrestling Association (Los Angeles)
  - 2 fois WWA World Heavyweight Champion
  - 4 fois WWA World Tag Team Championship avec Luis Hernandez (1), Mark Lewin (1), Ricky Romero (1) et Victor Rivera (1)

- World Wrestling Council
  - 2 fois WWC North American Heavyweight Champion[8]
  - 1 fois WWC World Tag Team Champion avec Carlitos Colón[9]

- World Wide Wrestling Federation / World Wrestling Federation
  - WWF Hall of Fame (1995)
  - Triple Crown Champion (1er Triple Crown Champion de la WWWF/WWF/WWE)
  - 2 fois WWF Intercontinental Championship[10]
  - 1 fois WWF Tag Team Championship avec Bob Backlund[11]
  - 1 fois WWWF United States Championship
  - 1 fois WWWF World Heavyweight Championship

- Wrestling Observer Newsletter awards
  - Most Overrated (1981, 1982)[12]